# Aszód Áron Sámuel
Aszód Áron Sámuel (Dunaszerdahely, 1830 – Dunaszerdahely, 1905) magyar rabbi.

## Élete
Áron Juda rabbi fia volt, tanulmányait híres atyjánál végezte. Már életének korai szakaszában is halachikus levelezésben állt korának leghíresebb rabbijaival, a híres Sík Mózes responsumaiban hozzá intézte a legtöbb feleletet. Több évig tartó nikolsburgi tanulmányok után 1859-ben Koltán lett rabbi, de atyja 1866-os halálát követően az akkor híres dunaszerdahelyi hitközség őt hívta meg rabbijául. Kiadta apja responsumait, amelyeket jegyzetekkel látott el. 59 évig működött a legnagyobb tisztelettől övezve, utódjául fiát, Áron Mayert választották.